# Knieanbetungsstein

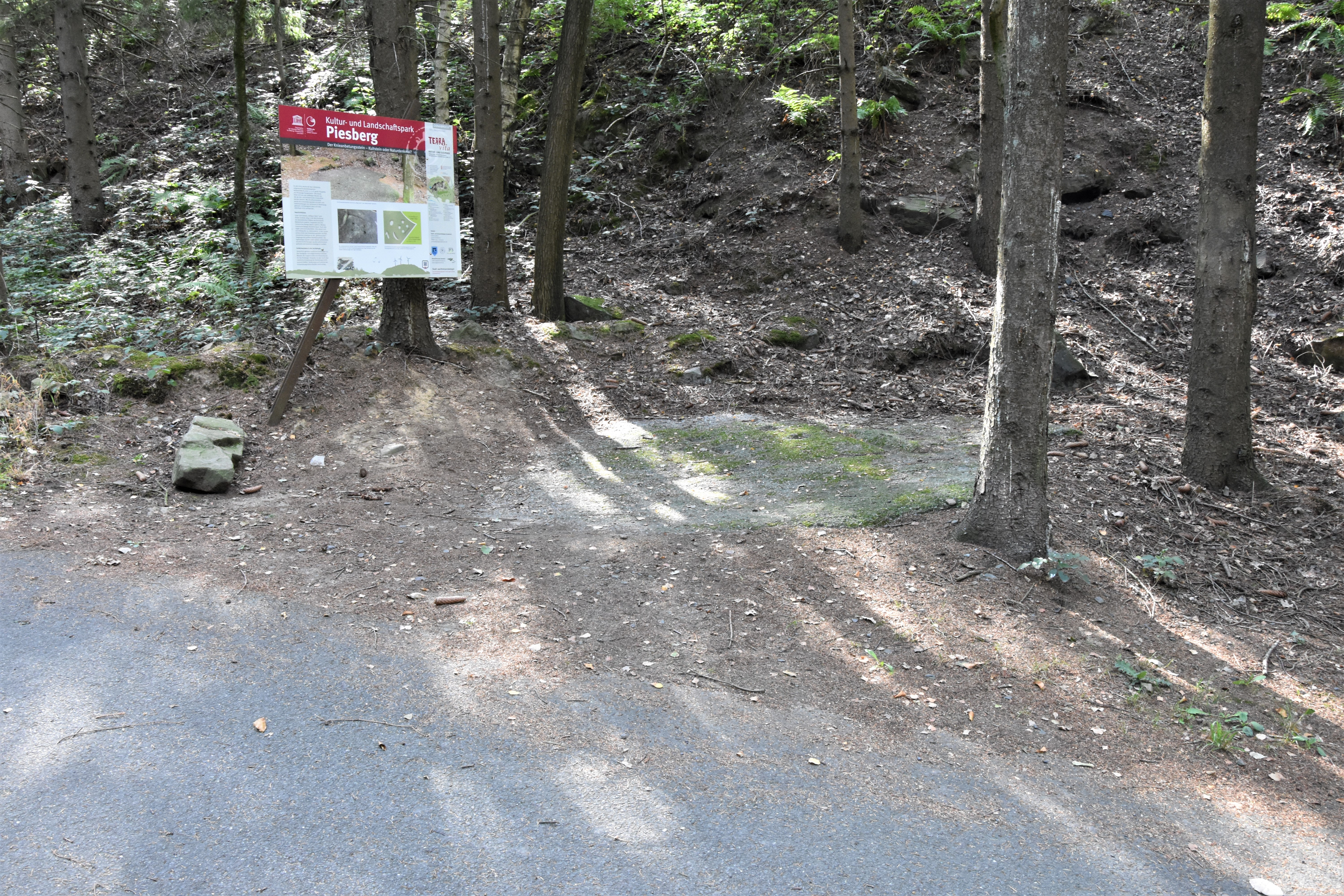
Der Knieanbetungsstein am Piesberg

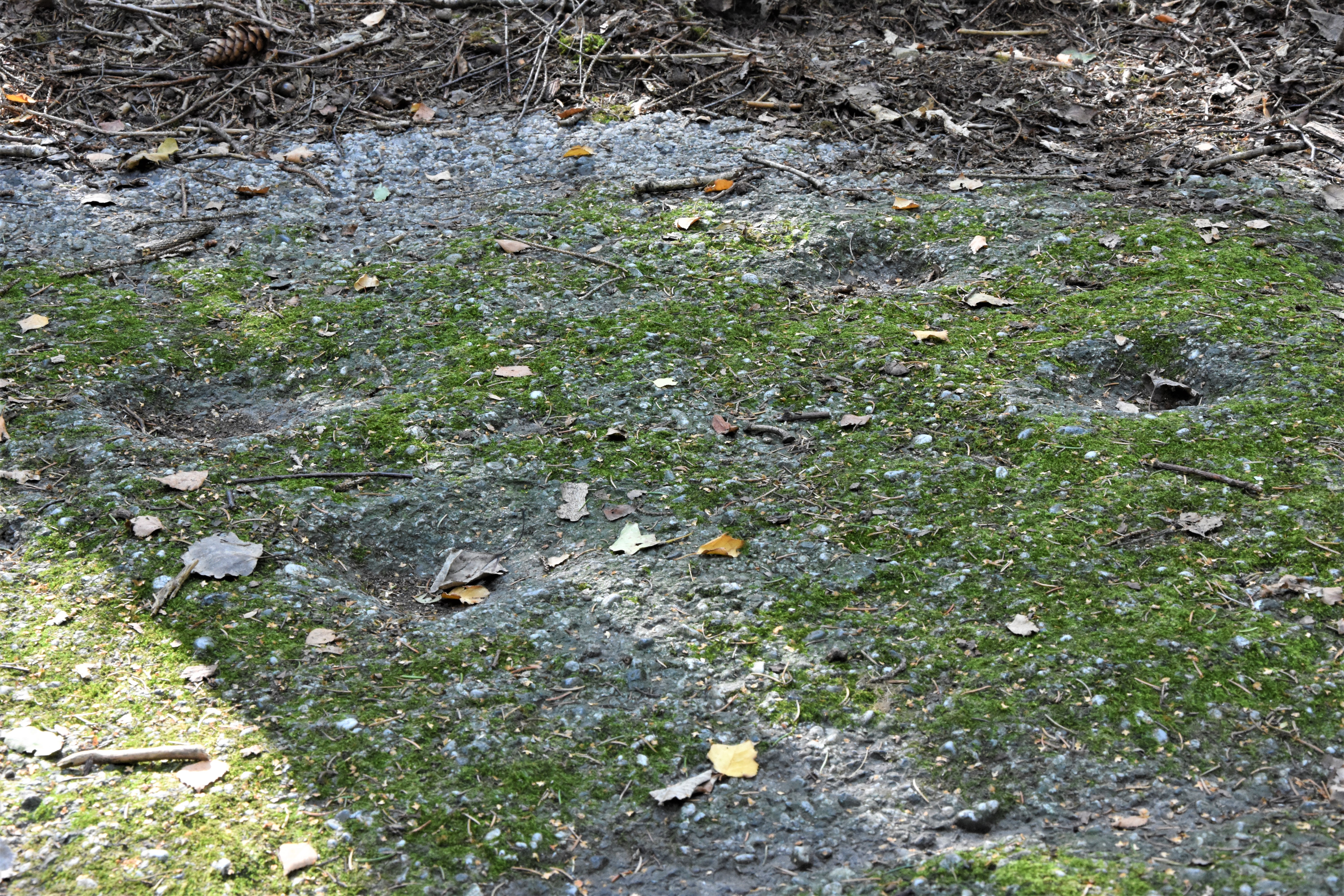
Die vier Schalen im Stein

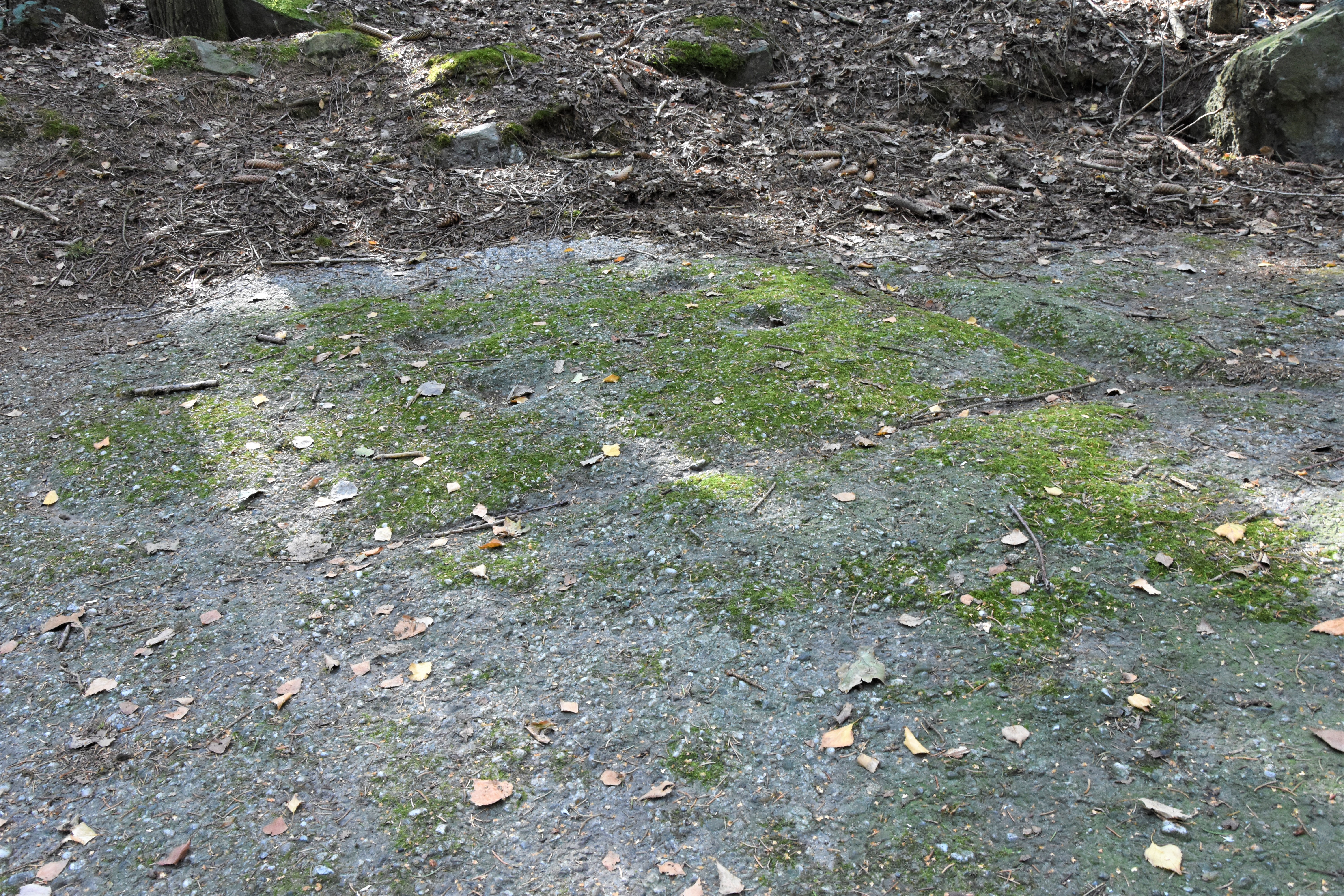
Die Rinnen im Stein

Der Knieanbetungsstein, auch Hilgenstein oder Marienstein genannt, ist eine Felsplatte am Piesberg. Er ist als Kulturdenkmal gelistet.
Der Knieanbetungsstein liegt nördlich des Wasserhochbehälters Piesberg, in diesem Bereich hat die Gemeinde Wallenhorst Anteil am Piesberg. Er ist eine der Stationen des Rundwanderwegs Piesberg zwischen den Punkten Aussichtsplattform Steinbruch bzw. dem Steinlabyrinth und dem Arboretum.
Die Felsplatte hat eine Fläche von 4 × 4 Metern und besteht aus Piesberger Konglomerat. Wie die ebenfalls am Piesberg befindlichen Johannissteine wurde er mit Kulthandlungen der Vorzeit in Verbindung gebracht, jedoch ist dieses archäologisch nicht gesichert. Möglicherweise ist er ein Schälchenstein, astronomischer Kalender oder eine astronomische Karte.
Auf seiner Oberfläche sind vier Vertiefungen zu sehen, die an die Abdrücke eines knienden Menschen erinnern, woher der Stein auch seinen Namen bekommen hat. 
Außerdem sind zwei V-förmig verlaufende Rinnen im Stein, welche als Blutrinnen oder Sonnenstandsanzeigen gedeutet wurden. Diese Rinnen müssen aber nicht zwangsläufig menschlichen Ursprungs sein, sondern könnten natürlich im Gestein vorgekommen sein. 
Neben den Rinnen und den Schalen sind drei weitere Einkerbungen im Stein, welche möglicherweise Sonne, Mondsichel und Venus darstellen könnten.
Erstmals wurde der Knieanbetungsstein in einer Abhandlung über altertümliche Stätten in Wallenhorst im Jahr 1839 erwähnt.
Als 1998 durch Bauarbeiten am nahen Wasserhochbehälter der Stein verschüttet wurde, ist er wegen Unauffindbarkeit aus der Liste der Kulturdenkmäler zeitweise gestrichen worden. Nachdem sich Mitarbeiter der Piesberger Steinindustrie jedoch an den ungefähren Lageort erinnern konnten, wurde er 2005 wieder freigelegt.